# Brookeville
Brookeville – miasto w Stanach Zjednoczonych, w stanie Maryland, w hrabstwie Montgomery.